# Vrbnica (Słowacja)
Vrbnica – wieś (obec) na Słowacji położona w kraju koszyckim, w powiecie Michalovce. Pierwsze wzmianki o miejscowości pochodzą z roku 1330. 
Według danych z dnia 31 grudnia 2012, wieś zamieszkiwało 981 osób, w tym 491 kobiet i 490 mężczyzn.
W 2001 roku rozkład populacji względem narodowości i przynależności etnicznej wyglądał następująco:
- Słowacy – 91,19%
- Czesi – 0,27%
- Romowie – 6,37%
- Węgrzy – 0,14%

Ze względu na wyznawaną religię struktura mieszkańców kształtowała się w 2001 roku następująco:
- Katolicy rzymscy – 30,62%
- Grekokatolicy – 8,27%
- Ewangelicy – 3,25%
- Prawosławni – 50,68%
- Ateiści – 1,76%
- Nie podano – 2,3%